# Partido Verde da Suíça
O Partido Verde da Suíça (em alemão: Grüne Partei der Schweiz GPS; em italiano, I Verdi – Partito ecologista svizzero PES; em francês , Les vert-e-s – Parti écologiste suisse PES; em romanche, La Verda – Partida ecologica svizra, PES) é um partido ecologista suíço e o maior partido que não está representado no Conselho Federal.

## História
O primeiro Partido Verde na Suíça foi fundado como um partido local em 1971 na cidade de Neuchâtel. Em 1979, Daniel Brélaz foi eleito para o Conselho Nacional como o primeiro deputado verde a nível nacional (na Suíça e no mundo). Partidos e organizações verdes locais e regionais foram fundados em muitas cidades e cantões diferentes nos anos seguintes.
Em 1983, foram criadas duas federações nacionais do Partido Verde: em maio, diversos grupos verdes locais se reuniram em Friburgo para formar a Federação dos Partidos Verdes da Suíça ; em junho, alguns grupos de esquerda alternativa formaram o Partido Alternativo Verde da Suíça em Berna. Em 1990, uma tentativa de combinar essas organizações falhou. Posteriormente, alguns dos grupos membros do Partido Alternativo Verde aderiram à Federação de Partidos Verdes, que se tornou o Partido Verde nacional de fato. Em 1993, a Federação dos Partidos Verdes mudou seu nome para o Partido Verde da Suíça.
Em 1986, os dois primeiros membros verdes de um governo cantonal tornam-se membros do Regierungsrat de Berna.
Em 1987, o Partido Verde da Suíça ingressou na Federação Europeia de Partidos Verdes.
Na década de 1990, membros do Partido Verde tornaram-se prefeitos, membros do tribunal superior e até presidente de um governo cantonal (Verena Diener em 1999).
Em 2007, a ala centrista do partido se separou e formou o Partido Liberal Verde da Suíça.

## Políticas

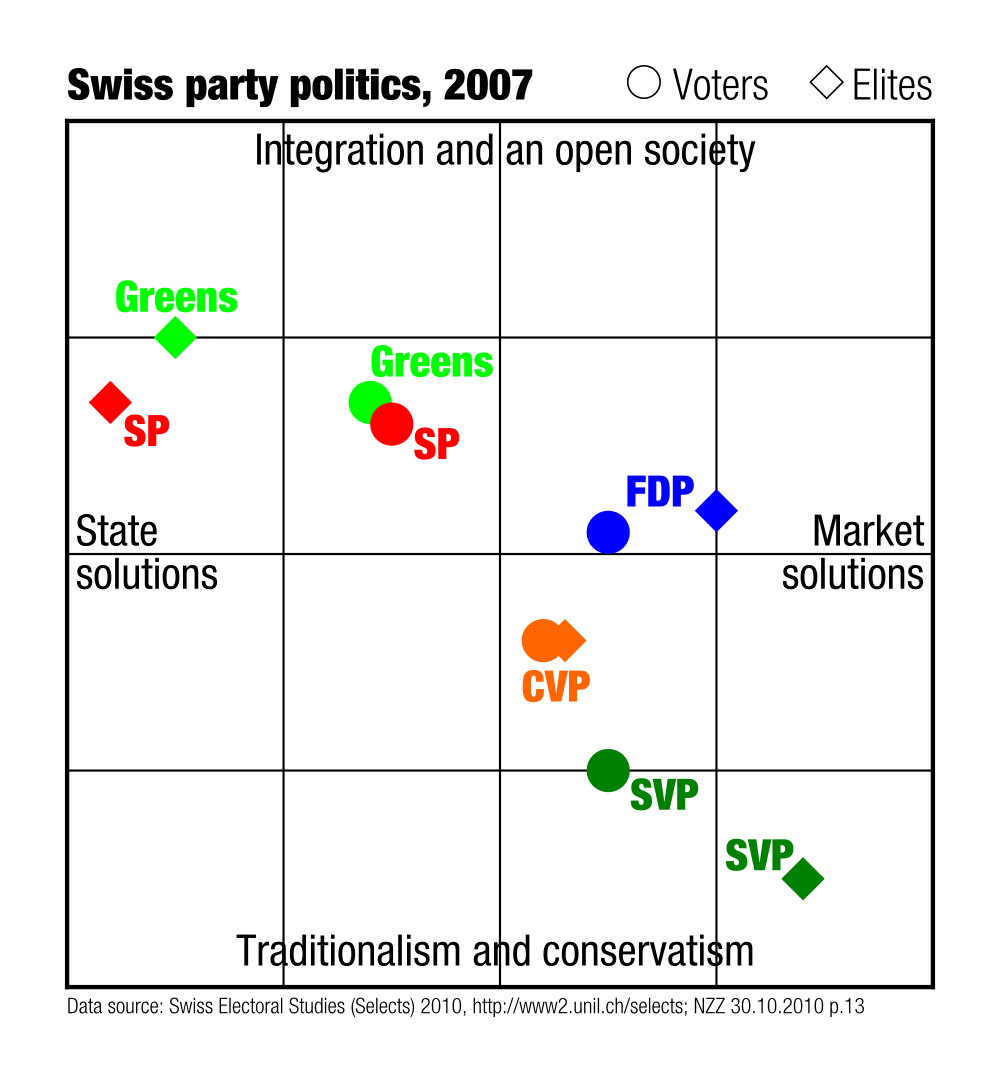
As posições do Partido Verde no espectro político suíço (2007)

As ênfases tradicionais das políticas do partido estão no ambientalismo e nos meios de transporte verdes. Em termos de política externa, os verdes defendem o internacionalismo e o pacifismo. Na política económica, os verdes são de centro-esquerda. A maioria dos verdes apoia a adesão da Suíça à União Europeia. Na política de imigração, os verdes apoiam outras iniciativas de integração dos imigrantes. Os verdes apoiam medidas para aumentar a eficiência energética, opondo-se à energia nuclear e apoiar o aumento dos preços de energia e combustível. De acordo com sua política, as receitas resultantes devem ser alocadas aos gastos com previdência social.

## Resultados Eleitorais

### Eleições legislativas
| Data  | Cl.  | Votos   | %            | +/-     | Conselho dos Estados | +/-     | Conselho Nacional | +/-     |
| ----- | ---- | ------- | ------------ | ------- | -------------------- | ------- | ----------------- | ------- |
| 1979  | 12.º | 11 583  | 0,6 / 100,0  |         | 0 / 46               |         | 1 / 200           |         |
| 1983  | 10.º | 37 079  | 1,9 / 100,0  | 1,3     | 0 / 46               | Estável | 3 / 200           | 2       |
| 1987  | 5.º  | 94 378  | 4,9 / 100,0  | 3,0     | 0 / 46               | Estável | 9 / 200           | 6       |
| 1991  | 5.º  | 124 149 | 6,1 / 100,0  | 1,2     | 0 / 46               | Estável | 14 / 200          | 5       |
| 1995  | 5.º  | 96 069  | 5,0 / 100,0  | 1,1     | 0 / 46               | Estável | 8 / 200           | 6       |
| 1999  | 5.º  | 96 807  | 5,0 / 100,0  | Estável | 0 / 46               | Estável | 8 / 200           | Estável |
| 2003  | 5.º  | 156 226 | 7,4 / 100,0  | 2,4     | 0 / 46               | Estável | 13 / 200          | 5       |
| 2007  | 5.º  | 222 206 | 9,6 / 100,0  | 2,2     | 2 / 46               | 2       | 20 / 200          | 7       |
| 2011  | 5.º  | 205 984 | 8,4 / 100,0  | 1,2     | 2 / 46               | Estável | 15 / 200          | 5       |
| 2015' | 5.º  | 177 938 | 7,1 / 100,0  | 1,3     | 1 / 46               | 1       | 11 / 200          | 4       |
| 2019  | 4.º  | 319 988 | 13,2 / 100,0 | 6,1     | 5 / 46               | 4       | 28 / 200          | 17      |

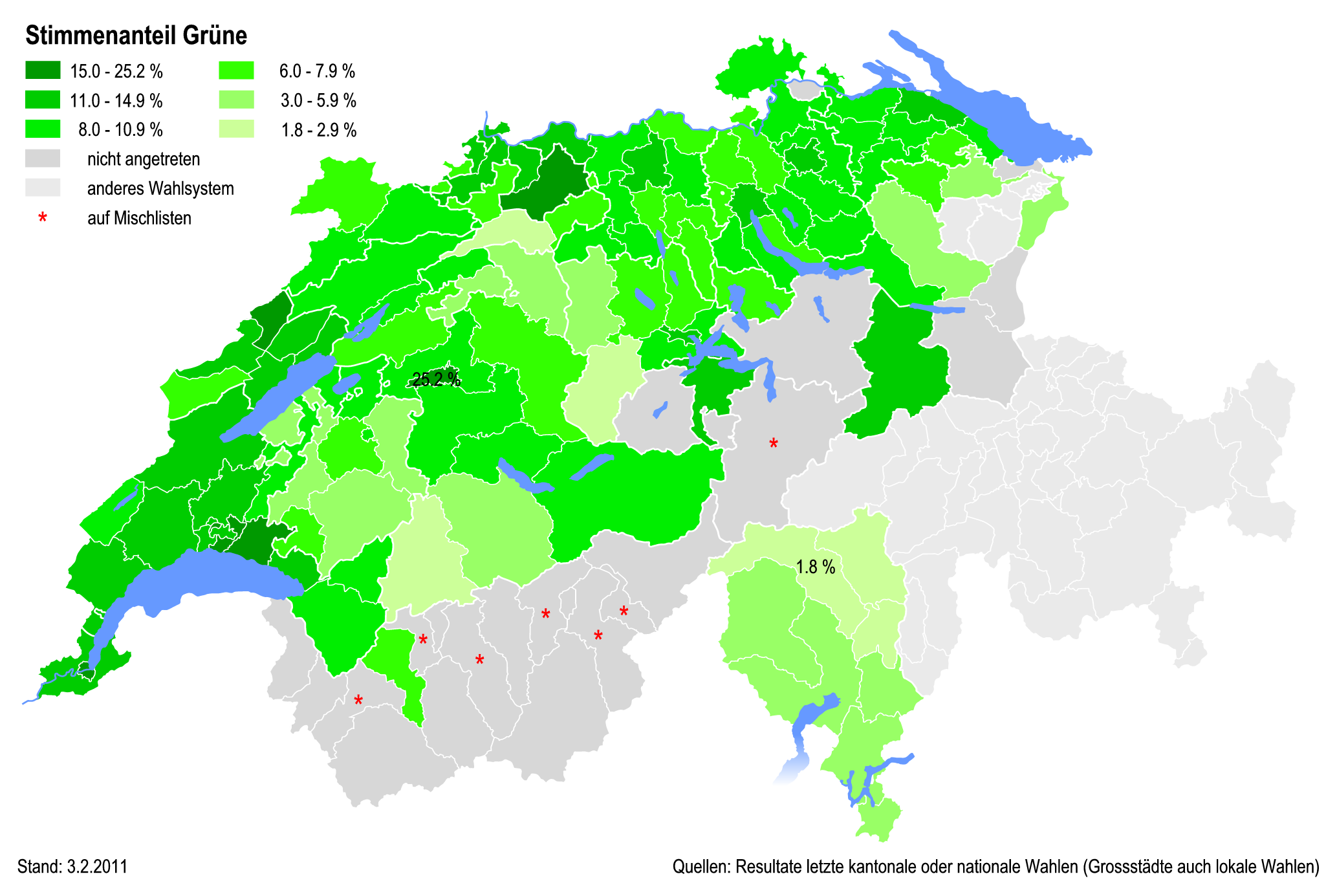
Percentagens do Partido Verde a nível distrital em 2011

Em nível nacional, em 2003, o Partido Verde não estava representado no Conselho de Estados ou no Conselho Federal. Em 2007, dois membros do Partido Verde foram eleitos para o Conselho de Estados.
Em 2005, o partido ocupava 3,8% dos assentos nos governos executivos cantonais suíços e 6,9% nos parlamentos cantonais suíços (índice "BADAC", ponderado com a população e o número de assentos). Em 2007, o Partido Verde esteve representado nos governos dos cantões de Berna, Basileia-Cidade, Genebra (dois ministros), Neuchâtel, Nidwalden, Vaud, Zug (dois ministros) e Zurique.

### Eleições para o Conselho Federal
| Data | Conselheiros Federais | +/-     |
| ---- | --------------------- | ------- |
| 1979 | 0 / 7                 |         |
| 1982 | 0 / 7                 | Estável |
| 1983 | 0 / 7                 | Estável |
| 1984 | 0 / 7                 | Estável |
| 1986 | 0 / 7                 | Estável |
| 1987 | 0 / 7                 | Estável |
| 1989 | 0 / 7                 | Estável |
| 1991 | 0 / 7                 | Estável |
| 1993 | 0 / 7                 | Estável |
| 1995 | 0 / 7                 | Estável |
| 1998 | 0 / 7                 | Estável |
| 1999 | 0 / 7                 | Estável |
| 2000 | 0 / 7                 | Estável |
| 2002 | 0 / 7                 | Estável |
| 2003 | 0 / 7                 | Estável |
| 2006 | 0 / 7                 | Estável |
| 2007 | 0 / 7                 | Estável |
| 2008 | 0 / 7                 | Estável |
| 2009 | 0 / 7                 | Estável |
| 2010 | 0 / 7                 | Estável |
| 2011 | 0 / 7                 | Estável |
| 2015 | 0 / 7                 | Estável |
| 2017 | 0 / 7                 | Estável |
| 2018 | 0 / 7                 | Estável |
| 2019 | 0 / 7                 | Estável |

## Força do partido ao longo do tempo
| Porcentagem do total de votos do Partido Verde nas eleições federais de 1971 a 2015 | Porcentagem do total de votos do Partido Verde nas eleições federais de 1971 a 2015 | Porcentagem do total de votos do Partido Verde nas eleições federais de 1971 a 2015 | Porcentagem do total de votos do Partido Verde nas eleições federais de 1971 a 2015 | Porcentagem do total de votos do Partido Verde nas eleições federais de 1971 a 2015 | Porcentagem do total de votos do Partido Verde nas eleições federais de 1971 a 2015 | Porcentagem do total de votos do Partido Verde nas eleições federais de 1971 a 2015 | Porcentagem do total de votos do Partido Verde nas eleições federais de 1971 a 2015 | Porcentagem do total de votos do Partido Verde nas eleições federais de 1971 a 2015 | Porcentagem do total de votos do Partido Verde nas eleições federais de 1971 a 2015 | Porcentagem do total de votos do Partido Verde nas eleições federais de 1971 a 2015 | Porcentagem do total de votos do Partido Verde nas eleições federais de 1971 a 2015 | Porcentagem do total de votos do Partido Verde nas eleições federais de 1971 a 2015 |
| Canton                                                                              | 1971                                                                                | 1975                                                                                | 1979                                                                                | 1983                                                                                | 1987                                                                                | 1991                                                                                | 1995                                                                                | 1999                                                                                | 2003                                                                                | 2007                                                                                | 2011                                                                                | 2015                                                                                |
| Switzerland                                                                         | *                                                                                   | 0.1                                                                                 | 0.6                                                                                 | 1.9                                                                                 | 4.9                                                                                 | 6.1                                                                                 | 5.0                                                                                 | 5.0                                                                                 | 7.4                                                                                 | 9.6                                                                                 | 8.4                                                                                 | 7.1                                                                                 |
| Zürich                                                                              | *a                                                                                  | *                                                                                   | 1.3                                                                                 | 4.2                                                                                 | 8.0                                                                                 | 7.0                                                                                 | 6.5                                                                                 | 4.1                                                                                 | 8.5                                                                                 | 10.4                                                                                | 8.4                                                                                 | 6.9                                                                                 |
| Bern                                                                                | *                                                                                   | *                                                                                   | *                                                                                   | *                                                                                   | 9.2                                                                                 | 9.9                                                                                 | 5.9                                                                                 | 7.5                                                                                 | 9.3                                                                                 | 12.9                                                                                | 9.4                                                                                 | 8.5                                                                                 |
| Lucerne                                                                             | *                                                                                   | *                                                                                   | *                                                                                   | *                                                                                   | *                                                                                   | 9.3                                                                                 | 8.1                                                                                 | 8.0                                                                                 | 9.8                                                                                 | 9.5                                                                                 | 8.3                                                                                 | 7.1                                                                                 |
| Uri                                                                                 | *                                                                                   | *                                                                                   | *                                                                                   | *                                                                                   | *                                                                                   | *                                                                                   | *                                                                                   | *                                                                                   | 30.6                                                                                | *                                                                                   | *                                                                                   | 26.3                                                                                |
| Schwyz                                                                              | *                                                                                   | *                                                                                   | *                                                                                   | *                                                                                   | *                                                                                   | *                                                                                   | *                                                                                   | *                                                                                   | *                                                                                   | 3.4                                                                                 | 3.8                                                                                 | 1.4                                                                                 |
| Nidwalden                                                                           | *                                                                                   | *                                                                                   | *                                                                                   | *                                                                                   | *                                                                                   | *                                                                                   | *                                                                                   | *                                                                                   | *                                                                                   | *                                                                                   | 19.6                                                                                | *                                                                                   |
| Zug                                                                                 | *                                                                                   | *                                                                                   | *                                                                                   | *                                                                                   | *                                                                                   | *                                                                                   | *                                                                                   | *                                                                                   | *                                                                                   | 17.0                                                                                | 15.4                                                                                | 7.2                                                                                 |
| Freiburg                                                                            | *                                                                                   | *                                                                                   | *                                                                                   | *                                                                                   | 4.2                                                                                 | *                                                                                   | 2.3                                                                                 | *                                                                                   | 4.0                                                                                 | 6.3                                                                                 | 5.0                                                                                 | 5.3                                                                                 |
| Solothurn                                                                           | *                                                                                   | *                                                                                   | *                                                                                   | *                                                                                   | *                                                                                   | 7.3                                                                                 | 5.8                                                                                 | 4.9                                                                                 | 6.0                                                                                 | 10.0                                                                                | 7.5                                                                                 | 5.6                                                                                 |
| Basel-Stadt                                                                         | *                                                                                   | *                                                                                   | *                                                                                   | *                                                                                   | 1.1                                                                                 | 4.4                                                                                 | 5.6                                                                                 | 8.7                                                                                 | 9.2                                                                                 | 12.1                                                                                | 13.4                                                                                | 11.2                                                                                |
| Basel-Landschaft                                                                    | *                                                                                   | *                                                                                   | *                                                                                   | 1.9                                                                                 | 6.9                                                                                 | 11.0                                                                                | 9.5                                                                                 | 9.2                                                                                 | 12.6                                                                                | 13.8                                                                                | 13.6                                                                                | 14.2                                                                                |
| Schaffhausen                                                                        | *                                                                                   | *                                                                                   | *                                                                                   | *                                                                                   | *                                                                                   | *                                                                                   | *                                                                                   | *                                                                                   | *                                                                                   | *                                                                                   | *                                                                                   | 3.4                                                                                 |
| Appenzell A.Rh.                                                                     | *                                                                                   | *                                                                                   | *                                                                                   | *                                                                                   | *                                                                                   | *                                                                                   | *                                                                                   | *                                                                                   | *                                                                                   | *                                                                                   | 6.4                                                                                 | *                                                                                   |
| St. Gallen                                                                          | *                                                                                   | *                                                                                   | *                                                                                   | *                                                                                   | *                                                                                   | 6.2                                                                                 | 4.9                                                                                 | 4.0                                                                                 | 7.1                                                                                 | 6.4                                                                                 | 6.4                                                                                 | 5.7                                                                                 |
| Graubünden                                                                          | *                                                                                   | *                                                                                   | *                                                                                   | *                                                                                   | *                                                                                   | *                                                                                   | 3.5                                                                                 | *                                                                                   | *                                                                                   | *                                                                                   | 2.2                                                                                 | *                                                                                   |
| Aargau                                                                              | *                                                                                   | *                                                                                   | *                                                                                   | *                                                                                   | *                                                                                   | 6.8                                                                                 | 5.3                                                                                 | 4.4                                                                                 | 5.1                                                                                 | 8.1                                                                                 | 7.3                                                                                 | 5.5                                                                                 |
| Thurgau                                                                             | *                                                                                   | *                                                                                   | *                                                                                   | 5.9                                                                                 | 10.8                                                                                | 9.0                                                                                 | 9.3                                                                                 | 6.2                                                                                 | 7.9                                                                                 | 10.2                                                                                | 7.0                                                                                 | 5.4                                                                                 |
| Ticino                                                                              | *                                                                                   | *                                                                                   | *                                                                                   | *                                                                                   | 1.9                                                                                 | 1.0                                                                                 | 1.7                                                                                 | 1.4                                                                                 | 3.0                                                                                 | 4.8                                                                                 | 6.7                                                                                 | 3.5                                                                                 |
| Vaud                                                                                | *                                                                                   | 1.0                                                                                 | 6.4                                                                                 | 7.0                                                                                 | 8.4                                                                                 | 6.3                                                                                 | 4.1                                                                                 | 7.1                                                                                 | 11.3                                                                                | 14.3                                                                                | 11.6                                                                                | 11.3                                                                                |
| Valais                                                                              | *                                                                                   | *                                                                                   | *                                                                                   | *                                                                                   | 1.7                                                                                 | 1.3                                                                                 | 1.3                                                                                 | 2.1                                                                                 | 2.6                                                                                 | 3.9                                                                                 | 5.0                                                                                 | 4.9                                                                                 |
| Neuchâtel                                                                           | *                                                                                   | *                                                                                   | *                                                                                   | 7.4                                                                                 | 7.1                                                                                 | 8.0                                                                                 | 5.9                                                                                 | 14.7                                                                                | 13.8                                                                                | 9.4                                                                                 | 11.7                                                                                | 9.3                                                                                 |
| Genève                                                                              | *                                                                                   | *                                                                                   | *                                                                                   | 7.6                                                                                 | 11.5                                                                                | 6.7                                                                                 | 5.6                                                                                 | 8.2                                                                                 | 11.2                                                                                | 16.4                                                                                | 14.0                                                                                | 11.5                                                                                |
| Jura                                                                                | b                                                                                   | b                                                                                   | *                                                                                   | *                                                                                   | *                                                                                   | *                                                                                   | *                                                                                   | *                                                                                   | *                                                                                   | *                                                                                   | 11.0                                                                                | 7.3                                                                                 |
| ----------------------------------------------------------------------------------- | ----------------------------------------------------------------------------------- | ----------------------------------------------------------------------------------- | ----------------------------------------------------------------------------------- | ----------------------------------------------------------------------------------- | ----------------------------------------------------------------------------------- | ----------------------------------------------------------------------------------- | ----------------------------------------------------------------------------------- | ----------------------------------------------------------------------------------- | ----------------------------------------------------------------------------------- | ----------------------------------------------------------------------------------- | ----------------------------------------------------------------------------------- | ----------------------------------------------------------------------------------- |

1. ↑a * indica que a parte não estava nas urnas neste cantão.
2. ↑b  Parte do cantão de Berna até 1979.

## Presidentes do partido
Esta é uma lista incompleta dos presidentes do Partido Verde:
- Ruth Genner (2001–2008)
- Ueli Leuenberger (2008–2012)
- Adèle Thorens Goumaz (co-presidente; 2012–2016)
- Regula Rytz (2012 - presente; co-presidente até 2012)